# Comuna Iedera, Dâmbovița
Iedera (în trecut, Ederile sau Iederile) este o comună în județul Dâmbovița, Muntenia, România, formată din satele Colibași, Cricovu Dulce, Iedera de Jos (reședința) și Iedera de Sus.

## Așezare
Comuna se află în partea de nord-est a județului, la limita cu județul Prahova, în zona cursului superior al Cricovului Dulce și este străbătută de șoseaua județeană DJ710A, care leagă orașul Moreni de Pucioasa pe valea râului Cricovul Dulce.

## Demografie
Componența etnică a comunei Iedera
     Români (84,06%)
     Romi (9,63%)
     Alte etnii (0,08%)
     Necunoscută (6,23%)
Componența confesională a comunei Iedera
     Ortodocși (87,31%)
     Penticostali (4,25%)
     Alte religii (1,63%)
     Necunoscută (6,81%)
Conform recensământului efectuat în 2021, populația comunei Iedera se ridică la 3.625 de locuitori, în scădere față de recensământul anterior din 2011, când fuseseră înregistrați 4.052 de locuitori. Majoritatea locuitorilor sunt români (84,06%), cu o minoritate de romi (9,63%), iar pentru 6,23% nu se cunoaște apartenența etnică. Din punct de vedere confesional, majoritatea locuitorilor sunt ortodocși (87,31%), cu o minoritate de penticostali (4,25%), iar pentru 6,81% nu se cunoaște apartenența confesională.

## Politică și administrație
Comuna Iedera este administrată de un primar și un consiliu local compus din 13 consilieri. Primarul, Cristian Stoica[*], de la Partidul Național Liberal, este în funcție din 1 noiembrie 2024. Începând cu alegerile locale din 2024, consiliul local are următoarea componență pe partide politice:
|  | Partid                          | Consilieri | Componența Consiliului | Componența Consiliului | Componența Consiliului | Componența Consiliului | Componența Consiliului |
|  | ------------------------------- | ---------- | ---------------------- | ---------------------- | ---------------------- | ---------------------- | ---------------------- |
|  | Partidul Național Liberal       | 5          |                        |                        |                        |                        |                        |
|  | Partidul Social Democrat        | 5          |                        |                        |                        |                        |                        |
|  | Alianța pentru Unirea Românilor | 2          |                        |                        |                        |                        |                        |
|  | Alianța Dreapta Unită           | 1          |                        |                        |                        |                        |                        |

## Istorie
La sfârșitul secolului al XIX-lea, comuna purta numele de Ederile, făcea parte din plasa Filipești a județului Prahova și era formată din satele Edera de Jos și Edera de Sus, cu 927 de locuitori. În comună funcționau o biserică reparată în 1894, o moară de apă pe Cricov și o școală datând din 1877. La deal de comuna Ederile se afla la acea vreme comuna Colibași, din plasa Ialomița-Dâmbovița a județului vecin Dâmbovița. Comuna Colibași avea în compunere satele Colibași, Tisa și Ciocoiești, cu 630 de locuitori, și în ea funcționau o moară de apă, o biserică și o școală mixtă cu 15–21 de elevi.
În 1925, comuna Ederile avea aceeași componență și făcea parte din aceeași plasă Filipești din județul Prahova, având 1029 de locuitori. Comuna Colibași, cu satele Colibași, Ciocoiești și Tișan avea 1035 de locuitori și făcea parte din plasa Pucioasa a județului Dâmbovița.
În 1950, comuna Ederile a trecut la raionul Câmpina, iar comuna Colibași — la raionul Pucioasa, ambele din regiunea Prahova, și apoi (după 1952) — la raionul Câmpina, respectiv raionul Târgoviște din regiunea Ploiești. În 1968, comunele au fost comasate, comuna Colibași desființându-se, și comuna rezultată, cu numele de Iedera, a devenit comună suburbană a orașului Moreni din județul Dâmbovița. La sfârșitul anilor 1980, conceptul de comună suburbană a dispărut din administrația locală românească, comuna Iedera trecând direct în subordinea județului Dâmbovița.